# San Franciscó-i zsaru
A San Franciscó-i zsaru  / A chicagói tanú (eredeti cím angolul: Bullitt) 1968-ban bemutatott amerikai krimi, melynek főszereplői Steve McQueen, Jacqueline Bisset és Robert Vaughn. A filmzenét Lalo Schifrin szerezte. A film Oscar-díjat kapott a legjobb vágásért, és több más díjra jelölték.

## Történet
Walter Chalmers, az ambiciózus politikus (Robert Vaughn) San Franciscóban szenátusi albizottsági megbeszélést tart az amerikai szervezett bűnözésről. Azért, hogy politikai megítélése javuljon, Chalmers szeretné elítéltetni Pete Ross gengsztert (Vic Tayback) egy kulcsfontosságú tanú, Pete testvére, Johnny Ross (Pat Renella) segítségével. A történet a tanú hétfői kihallgatása előtti hétvégén játszódik.
Johnnyt kétmillió dollár ellopása miatt letartóztatja a San Francisco-i rendőrség. Chalmers Frank Bullitt (Steve McQueen) egységét kéri meg, hogy őrizze. Szombat éjjel két bérgyilkos (Paul Genge és Bill Hickman) rálő a Johnnyt örző Stantonra és Johnnyra abban a hotelszobában, ahol a tanút védőőrizetben tartják, mind a ketten súlyosan megsérülnek. Bullitt ki akarja deríteni, ki adott utasítást a gyilkosságra, míg Chalmers Bullittot és a San Francisco-i rendőrséget hibáztatja, ha a tanút nem tudják kihallgatni. Johnny később belehal sérüléseibe, de Bullitt ezt egy darabig eltitkolja Chalmers elől.
Chalmers a karrierje végével fenyegeti Bullittot, ha nem árulja el, hová vitte a tanút. Bullitt nyomozni kezd a tanút szállító taxis segítségével, aki emlékszik rá, hova vitte és hol álltak meg útközben. A taxis még azt is elmondja, hogy Johnny távolsági hívást folytatott, mert látta, hogy sok aprópénzt dobott be egy utcai készülékbe.
Bullitt észreveszi, hogy egy fekete autó követi. Egy csellel mögéjük kerül, mire a benne ülő két férfi, a korábbi bérgyilkosok menekülni kezdenek. Hosszú autós üldözés közben rálőnek egy puskával, de végül az autójuk egy benzinkútba rohan, ahol felrobban, utasai szénné égnek.
Bullitt kideríti, hogy Johnny a barátnőjét hívta, és megszerzi a nő címét, akit egy motelban talál meg, holtan. Bőröndjei közelgő utazásról árulkodnak, de útlevelet nem találnak. Az ujjlenyomatok elemzésével viszont kiderül, hogy aki meghalt a védőőrizeti támadásnál az nem is Johnny, hanem egy használtautó-kereskedő, bizonyos Albert Rennick.
A repülőtérre rohannak, ahol Rennick neve alapján visszatartanak egy Pan Am repülőgépet, amiről leszállítják az utasokat, de egy férfi, az igazi Johnny futva elmenekül, közben többször rálő Bullittra, de nem találja el. Bullitt azonban lelövi Johnnyt. Kiderül, hogy Johnny ölte meg színész barátnőjét is.
Bullitt hazatér a barátnőjéhez.

## Szereplők
| Szereplő         | Színész              | Magyar hang        | Magyar hang        | Magyar hang        |
| Szereplő         | Színész              | 1. szinkron (1986) | 2. szinkron (2003) | 3. szinkron (2010) |
| ---------------- | -------------------- | ------------------ | ------------------ | ------------------ |
| Bullitt          | Steve McQueen        | Ujréti László      | Bozsó Péter        | Laklóth Aladár     |
| Chalmers         | Robert Vaughn        | Perlaki István     | Galbenisz Tomasz   | ?                  |
| Cathy            | Jacqueline Bisset    | Andresz Kati       | Major Melinda      | ?                  |
| Delgetti         | Don Gordon           | Hegedűs D. Géza    | Széles Tamás       | ?                  |
| Weissberg        | Robert Duvall        | Vogt Károly        | Rosta Sándor       | ?                  |
| Bennet százados  | Simon Oakland        | Ujlaki Dénes       | Berzsenyi Zoltán   | ?                  |
| Baker            | Norman Fell          | Makay Sándor       | Csuha Lajos        | ?                  |
| Dr. Willard      | Georg Stanford Brown | Trokán Péter       | ?                  | ?                  |
| Eddy             | Justin Tarr          | Izsóf Vilmos       | ?                  | ?                  |
| Stanton          | Carl Reindel         | Józsa Imre         | ?                  | ?                  |
| Renick           | Felice Orlandi       | ?                  | ?                  | ?                  |
| Pete Ross        | Vic Tayback          | ?                  | ?                  | ?                  |
| Elsősegélynyújtó | Robert Lipton        | ?                  | ?                  | ?                  |
| Westcott         | Ed Peck              | ?                  | ?                  | ?                  |
| John Ross        | Pat Renella          | ?                  | Mikula Sándor      | ?                  |
| Mike             | Paul Genge           | ?                  | ?                  | ?                  |
| Gyilkos          | John Aprea           | ?                  | ?                  | ?                  |
| Irodai rendőr    | Al Checco            | ?                  | ?                  | ?                  |
| Phil             | Bill Hickman         | ?                  | ?                  | ?                  |